# 1435
- Wikisource

| Calendário gregoriano                                                        | 1435 MCDXXXV                                         |
| Ab urbe condita                                                              | 2188                                                 |
| Calendário arménio                                                           | 884 – 885                                            |
| Calendário bahá'í                                                            | -409 – -408                                          |
| Calendário budista                                                           | 1979                                                 |
| Calendário chinês                                                            | 4131 – 4132 Início a 29 de janeiro (aproximadamente) |
| Calendário copta                                                             | 1151 – 1152                                          |
| Calendário etíope                                                            | 1427 – 1428                                          |
| Calendários hindus - Vikram Samvat - Calendário nacional indiano - Cáli Iuga | 1490 – 1491 1356 – 1357 4535 – 4536                  |
| Calendário Holoceno                                                          | 11435                                                |
| Calendário islâmico                                                          | 838 – 839                                            |
| Calendário judaico                                                           | 5195 – 5196                                          |
| Calendário persa                                                             | 813 – 814                                            |
| Calendário rúnico                                                            | 1685                                                 |
| Calendário solar tailandês                                                   | 1978                                                 |

1435 (MCDXXXV, na numeração romana) foi um ano comum do século XV do Calendário Juliano, da Era de Cristo, a sua letra dominical foi B (52 semanas), teve início a um sábado e terminou também a um sábado.
| Ano completo                   |
| ------------------------------ |
| Ano comum com início ao sábado |

## Eventos
- 25 de novembro - Ratificação por D. Duarte dos Tratados entre D. João I e os monarcas ingleses, Ricardo II, Henrique IV e Henrique V.
- Através da bula papal Sicut Dudum, o Papa Eugénio IV manda libertar os escravos das Ilhas Canárias que concordarem em ser baptizados.
- Gil Eanes e Afonso Gonçalves Baldaia descobrem Angra de Ruivos e este último chega ao Rio de Ouro, no Saara Ocidental.

## Mortes
- 14 de setembro - João, Duque de Bedford.
- 24 de setembro - Isabel da Baviera, rainha consorte da França (n. c. 1370).
- Zheng He, explorador chinês (n. 1371).